# F.C. Dondersstraat (Utrecht)
De F.C. Dondersstraat is een straat in de Nederlandse stad Utrecht, in de Zeeheldenbuurt, tegen de grens van Wittevrouwen. De straat is genoemd naar de oogarts/fysioloog Franciscus Cornelis Donders. Deze zijstraat van de Biltstraat loopt naar het voormalige Ooglijdersgasthuis (nu Hogeschool Utrecht) dat enkele jaren na de dood van Donders werd ontworpen door de plaatselijke architect D. Kruijf.
De bebouwing van de andere huizen stamt ook uit de laatste jaren van de 19e eeuw en wordt aangeduid als neorenaissance. Een stijl waarin de huizen werden voorzien van witte banden en soms uitbundige ornamenten.

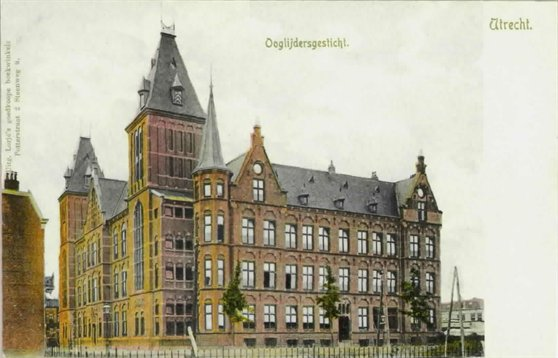
Ooglijdersgasthuis rond 1904.

Op nummer 5 had de stukadoor/beeldhouwer Theo Lutters zijn atelier. Hij werd rijk door het maken van cementen beelden, die hij ook op zijn eigen huis en op onder andere die van zijn straatgenoten aanbracht. Omdat dit veel goedkoper was dan traditioneel beeldhouwwerk werden hij en zijn collega's door zijn tijdgenoot Berlage voor 'leugenaars' uitgemaakt.